# آنطور که یک زن دل می‌بازد
آنطور که یک زن دل می‌بازد (به اسپانیایی: Como Ama una Mujer) آلبومی از هنرمند اهل ایالات متحده آمریکا، جنیفر لوپز، به زبان اسپانیایی است.